# Comitê Paralímpico Internacional
O Comité Paralímpico Internacional (português europeu) ou Comitê Paralímpico Internacional (português brasileiro) é uma organização não governamental internacional sem fins lucrativos para os desportos de elites destinados a atletas com deficiências. Fundado a 22 de setembro de 1989, a missão da organização é permitir os atletas Paralímpicos a alcançar a excelência esportiva e inspirar o mundo. A estrutura do IPC é feita de representantes de 174  Comitês Paralímpicos Nacionais, quatro Organizações Internacionais para o Desporto destinado aos deficientes, cinco organizações regionais, e seis federações internacionais esportivas. O IPC está sediado em Bonn, Alemanha.
Na Cerimônia de Encerramento das Paralimpíadas de Verão de 2004, em 28 de setembro de 2004, o IPC apresentou sua nova linguagem visual. Quando Atenas entregou a bandeira a Pequim foi mostrado um novo logo consistindo em três Agitos: 1 vermelho, 1 azul e 1 verde, três cores que são amplamente representadas nas bandeiras nacionais em todo o mundo. Os Agitos estão relacionados com o lema do IPC, Espírito em Movimento. O antigo logo do IPC era composto de 3 Tae-Geuks, um símbolo decorativo coreano, e simbolizou os componentes mais significantes no ser humano: Mente, Corpo, Espírito. O logo baseado nos Tae-Geuks foi introduzido nas Paralimpíadas de Verão de 1988 com 5 Tae-Geuks dispostos e coloridos de forma semelhante aos anéis Olímpicos.

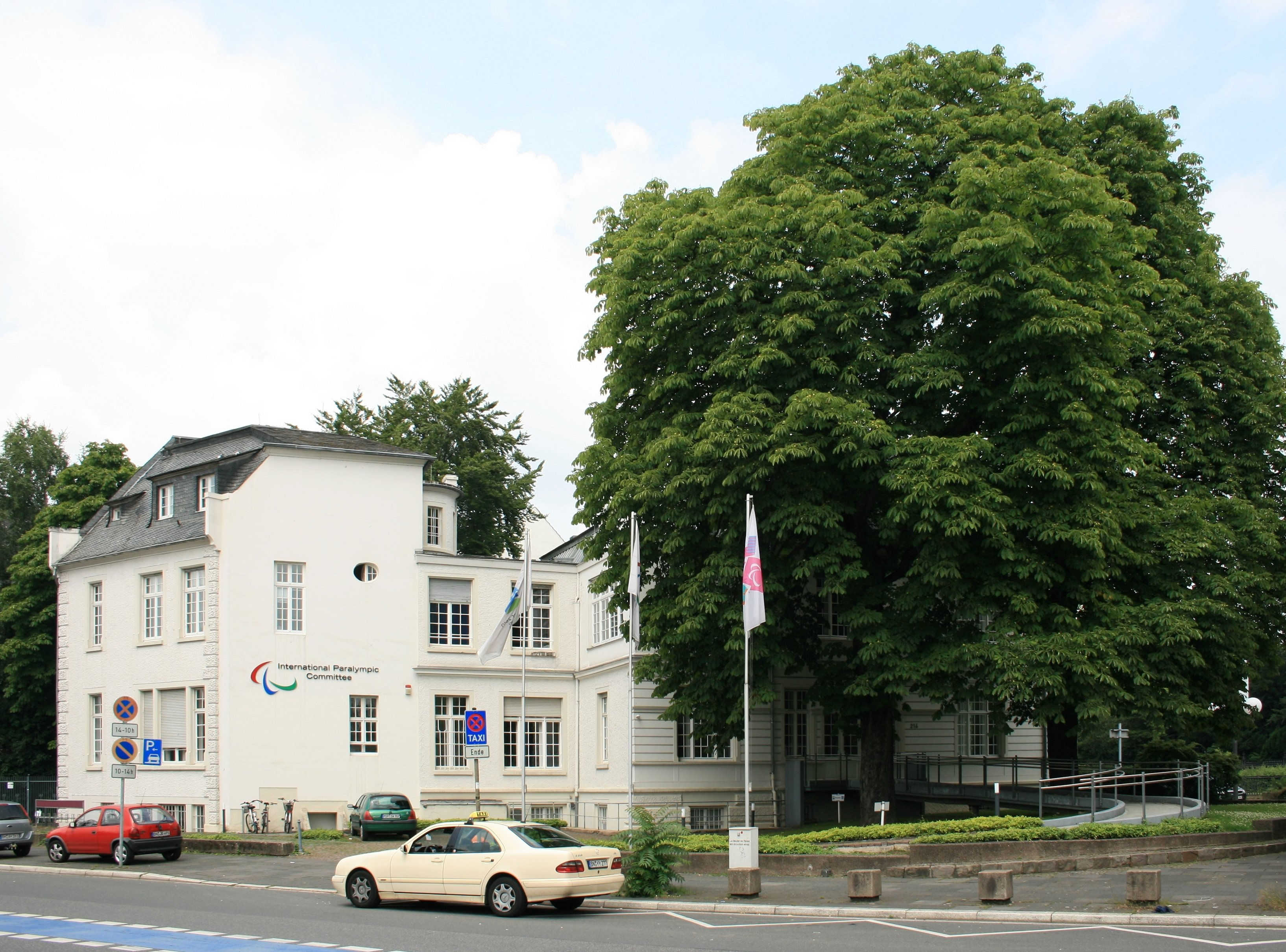
Sede do CPI em Bona, na Alemanha.

O nome "Paralímpico" deriva do Grego "para" ("ao lado" ou "paralelo") -, e não tem a ver com paralisia ou paraplegia.
O IPC organiza os Jogos Paralímpicos e outros eventos desportivos. O IPC e os Comitês Paralímpicos Nacionais organizam Jogos Paralímpicos nacionais para competições de alto nível a nível nacional.
Quinze membros do Quadro Governamental supervisionam o IPC entre reuniões da Assembleia Geral. O atual Presidente do IPC é o brasileiro Andrew Parsons,quando assumiu o cargo se tornou membro do Comitê Olímpico Internacional.

## Presidentes
| Ano          | Presidente       |
| ------------ | ---------------- |
| 1989 – 2001  | Robert Steadward |
| 2001 – 2017  | Philip Craven    |
| 2017 – atual | Andrew Parsons   |